# Чамагаєвці
45°41′ пн. ш. 18°15′ сх. д. / 45.68° пн. ш. 18.25° сх. д.
Чамагаєвці (хорв. Čamagajevci) — населений пункт у Хорватії, в Осієцько-Баранській жупанії у складі громади Маріянці.

## Населення
Населення за даними перепису 2011 року становило 214 осіб.
Динаміка чисельності населення поселення:

## Клімат
Середня річна температура становить 11,09 °C, середня максимальна – 25,42 °C, а середня мінімальна – -6,11 °C. Середня річна кількість опадів – 657 мм.
| Клімат поселення                              | Клімат поселення | Клімат поселення | Клімат поселення | Клімат поселення | Клімат поселення | Клімат поселення | Клімат поселення | Клімат поселення | Клімат поселення | Клімат поселення | Клімат поселення | Клімат поселення | Клімат поселення |
| Показник                                      | Січ.             | Лют.             | Бер.             | Квіт.            | Трав.            | Черв.            | Лип.             | Серп.            | Вер.             | Жовт.            | Лист.            | Груд.            |                  |
| Середній максимум, °C                         | 5,78             | 7,99             | 12,64            | 17,27            | 22,55            | 25,42            | 25,32            | 24,83            | 20,58            | 15,18            | 9,25             | 5,25             |                  |
| Середня температура, °C                       | −0,16            | 2,03             | 6,70             | 11,30            | 16,60            | 19,46            | 21,45            | 20,94            | 16,69            | 11,30            | 5,37             | 1,37             |                  |
| Середній мінімум, °C                          | −6,11            | −3,9             | 0,76             | 5,38             | 10,65            | 13,52            | 17,54            | 17,05            | 12,78            | 7,39             | 1,48             | −2,53            |                  |
| Норма опадів, мм                              | 40               | 36               | 38               | 51               | 62               | 84               | 62               | 61               | 51               | 57               | 64               | 51               |                  |
| Середньомісячна швидкість вітру, м/с          | 2.30             | 2.60             | 2.83             | 2.76             | 2.40             | 2.22             | 2.20             | 2.00             | 2.00             | 2.10             | 2.26             | 2.40             |                  |
| Середньомісячна сонячна радіація, кДж/м²·день | 4175             | 6911             | 10822            | 15377            | 19384            | 21536            | 22191            | 20179            | 14876            | 9162             | 4677             | 3472             |                  |
| --------------------------------------------- | ---------------- | ---------------- | ---------------- | ---------------- | ---------------- | ---------------- | ---------------- | ---------------- | ---------------- | ---------------- | ---------------- | ---------------- | ---------------- |
| Джерело:                                      |                  |                  |                  |                  |                  |                  |                  |                  |                  |                  |                  |                  |                  |